# Alice Paul
Alice Stokes Paul (n. 11 ianuarie 1885, Mount Laurel⁠(d), New Jersey, SUA – d. 9 iulie 1977, Moorestown Township⁠(d), New Jersey, SUA) a fost o Quakeră americană, sufragetă, feministă și activistă pentru drepturile femeilor și unul dintre principalii lideri și strategi ai campaniei pentru al XIX-lea amendament la Constituția SUA, care interzice discriminarea sexuală legată de dreptul de vot. Paul a inițiat, și, împreună cu Lucy Burns și alții, a creat strategii de evenimente precum Procesiunea pentru votul femeii și Santinelele tăcute, care au făcut parte din campania care a dus la adoptarea amendamentului în 1920.
Pentru activismul ei, Paul a fost victima brutalității poliției și a suferit adesea abuzuri fizice, reacționând întotdeauna cu nonviolență și curaj. În 1917 a fost închisă pentru participarea ei la un protest Santinelele tăcute la Casa Albă.
După 1920, Paul a petrecut o jumătate de secol ca lideră a Partidului Național al Femeii, care a luptat pentru Amendamentul pentru Egalitatea Drepturilor, scris de Paul și Crystal Eastman, pentru a asigura egalitatea constituțională pentru femei. Alături de juristul Pauli Murray ea a reușit includerea femeilor ca grup protejat împotriva discriminării prin Legea drepturilor civile din 1964.

## Tinerețe și educație
Alice Stokes Paul s-a născut pe 11 ianuarie 1885 la Paulsdale, Mount Laurel Township, New Jersey și i-a avut ca părinți pe William Mickle Paul I (1850–1902) și Tacie Parry Paul (1859–1930). A avut trei frați: Willam Mickle Paul II (1886–1958), Helen Paul Shearer (1889–1971) și Parry Haines Paul (1895–1956). Ea a crescut în tradiția Quaker a serviciului pentru comunitate. Alice Paul a aflat pentru prima dată despre votul femeilor de la mama ei, membră a Asociației Naționale pentru Dreptul Femeilor din America (NAWSA), și uneori se alătură mamei sale pentru a participa la întâlnirile sufragetelor.

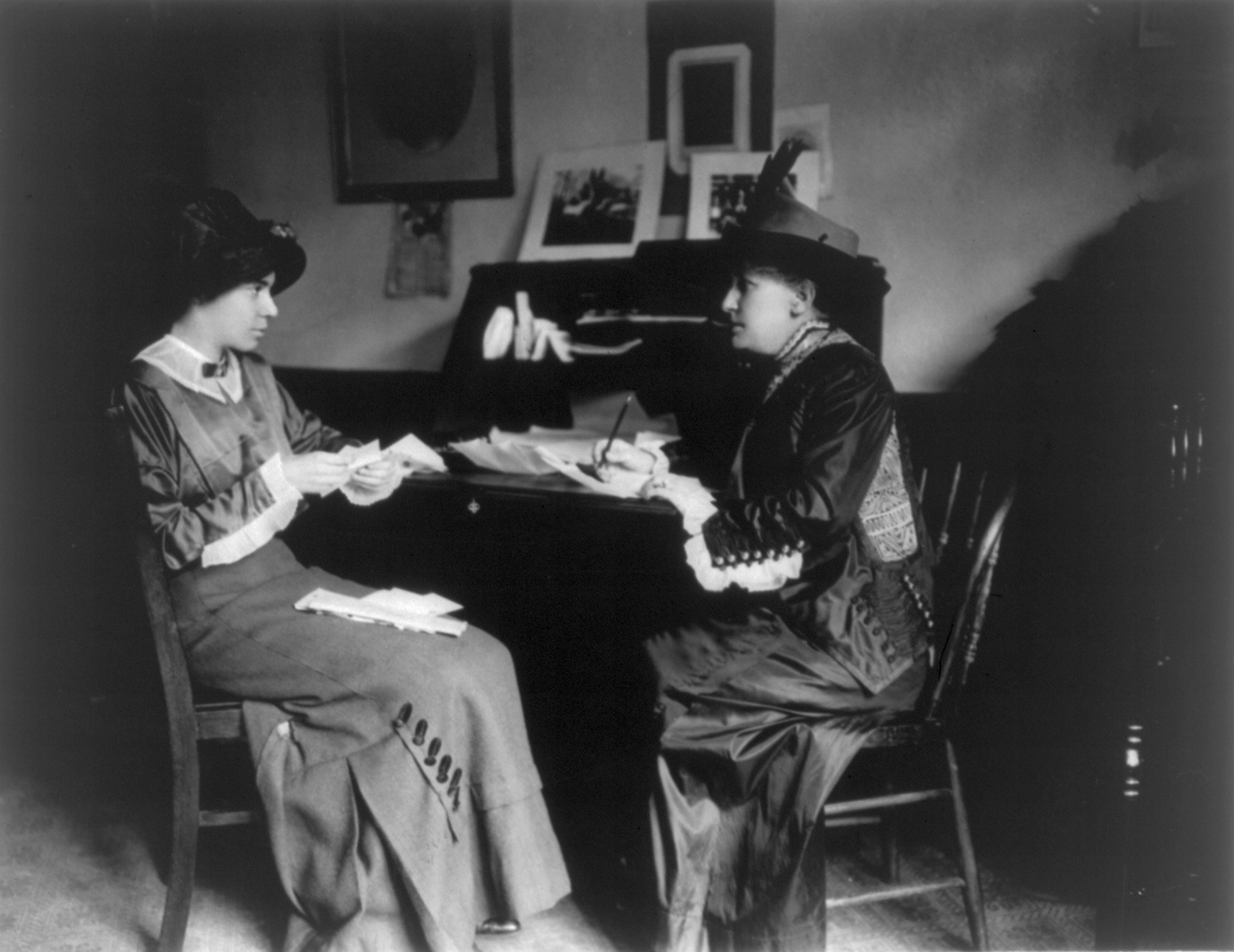
Paul și Helen Gardener, ca. 1908–1915

Paul a urmat la Moorestown Friends School, unde a absolvit șefă de promoție.. În 1901, a mers la Swarthmore College, o instituție co-fondată de bunicul ei. În timp ce participa la Swarthmore, Paul a fost membră în Consiliul executiv al Boardului Studenților, o experiență care ar fi putut să-i fi stârnit entuziasmul pentru activismul politic. A absolvit Swarthmore College cu o diplomă de licență în biologie în 1905.
Parțial pentru a evita munca de predare, după absolvire Paul a acceptat o bursă de un an într-o casă comunitară din New York, locuind la Rivington Street Settlement House. În timpul acestei burse a înțeles că nu prin munca de asistența socială poate îndrepta situația din America: „Mi-am dat seama foarte repede că nu voi fi niciodată asistent social, pentru că am putut vedea că asistenții sociali nu făceau prea mult bine în lume... nu puteai schimba situația prin asistență socială”.
Paul a obținut apoi un master în arte de la Universitatea din Pennsylvania în 1907, unde a terminat cursuri de științe politice, sociologie și economie. Ea și-a continuat studiile la Centrul de Studii Woodbrooke Quaker din Birmingham, Anglia, și a urmat cursuri de economie la Universitatea din Birmingham, continuând în același timp să câștige bani făcând asistență socială. Prima dată a auzit-o pe Christabel Pankhurst vorbind la Birmingham. Când s-a mutat mai târziu la Londra pentru a studia sociologie și economie la London School of Economics, ea s-a alăturat grupului militant pentru vot, Uniunea Socială și Politică a Femeilor (WSPU), condus de Christabel și mama ei, Emmeline Pankhurst. Paul a fost arestată în mod repetat în timpul demonstrațiilor pentru vot și a executat trei pedepse cu închisoarea. După ce s-a întors din Anglia în 1910, și-a continuat studiile la Universitatea din Pennsylvania, obținând un doctorat în sociologie. Teza ei s-a intitulat „Poziția juridică a femeilor în Pennsylvania” și discuta despre istoria mișcării femeilor din Pennsylvania și din restul Statelor Unite, identificând lipsa dreptului la vot pentru femei ca problema cheie a zilei.
După ce al 19-lea amendament a fost ratificat, Paul s-a înscris la două facultăți de drept, urmând cursuri de zi și de seară pentru a termina mai repede. Ulterior, în 1922 Paul a primit licența în drept de la Colegiul de Drept din Washington de la Universitatea Americană. În 1927, ea a obținut o diplomă de master în drept, iar în 1928, un doctorat în drept civil de la Universitatea Americană.

## Carieră

### Marea Britanie

#### Lucrări timpurii pentru votul femeilor britanice

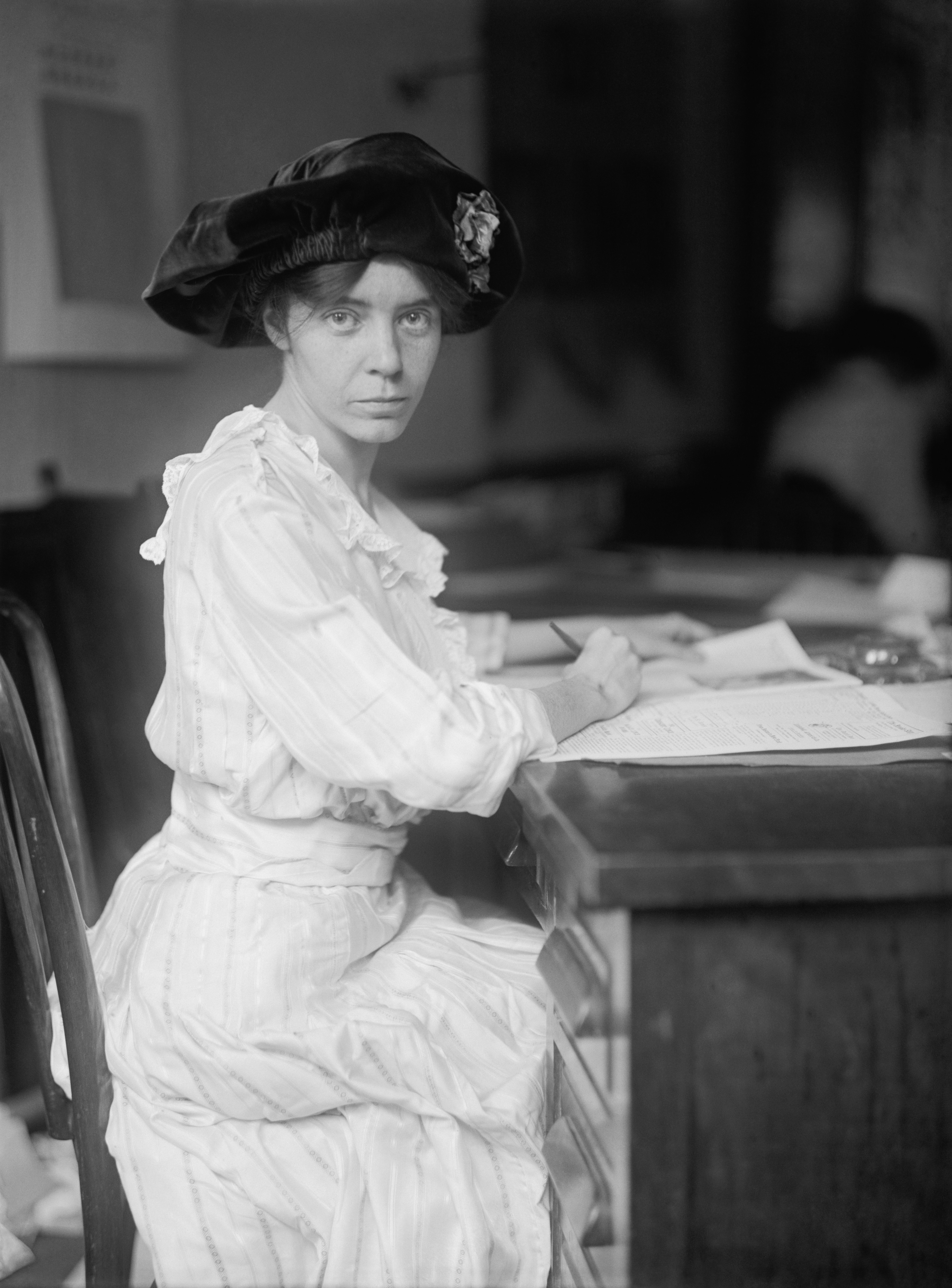
Alice Paul în 1915

În 1907, după ce și-a terminat masterul la Universitatea din Pennsylvania, Paul s-a mutat în Anglia, unde s-a implicat în mișcarea britanică pentru votul femeilor, participând în mod regulat la demonstrații și marșuri ale Uniunii Sociale și Politice a Femeilor (WSPU). După o „experiență de conversie” în care a văzut-o pe Christabel Pankhurst vorbind la Universitatea din Birmingham, Paul a devenit o susținătoare a mișcării. Ea s-a implicat mai întâi prin vânzarea pe străzi a unei reviste sufragete. Aceasta a fost o sarcină deosebit de dificilă, având în vedere animozitatea față de sufragete și i-a deschis ochii asupra abuzurilor cu care se confruntau femeile implicate în mișcare. Aceste experiențe, combinate cu învățăturile profesorului Beatrice Webb, au convins-o pe Paul că asistența socială și caritatea nu ar putea aduce schimbările sociale necesare în societate: acest lucru ar putea fi realizat doar printr-un statut juridic egal pentru femei.
În timp ce se afla la Londra, Paul a întâlnit-o și pe Lucy Burns⁠(d), o colegă activistă americană, în timp ce era arestată într-o secție de poliție britanică. Ea avea să-i devină o aliată importantă pe durata luptei pentru vot, mai întâi în Anglia, apoi în Statele Unite. Cele două femei au câștigat rapid încrederea membrilor proeminenți WSPU și au început să organizeze evenimente și birouri de campanie. Când Emmeline Pankhurst a încercat să răspândească mișcarea în Scoția, Paul și Burns au însoțit-o ca asistente.
Paul a câștigat rapid încrederea colegilor membri ai WSPU atât prin retorica ei vizuală de impact, cât și prin disponibilitatea ei de a se pune în pericol fizic pentru a crește vizibilitatea mișcării votului. În timp ce se aflau la sediul WSPU din Edinburgh, Paul și sufragetele locale au făcut planuri să protesteze împotriva discursului ministrului Afacerilor Externe, Sir Edward Gray. Timp de o săptămână înainte de discurs, ele au vorbit cu oamenii de pe străzi pentru a promova motivele pentru care aleg să protesteze împotriva membrului Cabinetului. La întâlnire, după ce Gray a discutat despre propunerea legislativă despre care a pretins că va duce la prosperitate, Paul s-a ridicat și a exclamat: „Ei bine, acestea sunt idealuri foarte minunate, dar nu le-ați putea extinde la femei?” Poliția a răspuns târându-o afară din ședință și pe străzi până la secția de poliție unde a fost arestată. După cum era planificat, acest act a fost privit de mulți ca o reducere la tăcere a unui protest legitim și a avut ca rezultat o creștere a acoperirii în presă și a simpatiei publice pentru mișcare.
Evenimentele ulterioare au implicat și mai mult risc de vătămare corporală. Înainte de o întâlnire politică la St. Andrew's Hall din Glasgow în august 1909, Paul s-a cățărat pe acoperișul sălii pentru a se putea adresa mulțimii. Când a fost forțată de poliție să coboare, mulțimea i-a aplaudat efortul. Mai târziu, când Paul, Burns și colegele sufragete au încercat să intre în eveniment, acestea au fost bătute de poliție în timp ce trecătorii încercau să le protejeze. După ce Paul și colegele protestatare au fost arestate, mulțimile s-au adunat în fața secției de poliție cerând eliberarea femeilor.
Pe 9 noiembrie 1909, în onoarea Zilei Lordului Primar, Lordul Primar al Londrei a găzduit un banchet pentru miniștrii cabinetului. Paul a planificat răspunsul WSPU; ea și Amelia Brown s-au deghizat în femei de curățenie și au intrat în clădire cu personalul la 9 dimineața. Ajunse în clădire, femeile s-au ascuns până când evenimentul a început în acea seară. Atunci au ieșit din ascunzătoare și „au luat poziție”. Când premierul HH Asquith s-a ridicat să vorbească, Brown și-a aruncat pantoful printr-un panou de vitralii și ambele femei au strigat „Voturi pentru femei!” În urma acestui eveniment, ambele femei au fost arestate și condamnate la o lună de muncă silnică după ce au refuzat să plătească amenzi și daune. Alice Paul A fost închisă la închisoarea Holloway din Londra.

#### Nesupunerea civilă și greva foamei
În timp ce era asociată cu Uniunea Socială și Politică a Femeilor, Paul a fost arestată de șapte ori și închisă de trei ori. În perioada petrecută în închisoare a învățat tactica neascultării civile de la Emmeline Pankhurst. Principala tactică folosită a fost ca la arestare să ceară să fie tratată ca un prizonier politic. Acest lucru nu numai că a transmis publicului un mesaj despre legitimitatea sufragetelor, dar a avut și potențialul de a oferi beneficii tangibile. În multe țări europene, inclusiv Anglia, deținuților politici li s-a acordat un statut special: „[Ei] nu erau percheziționați la arestare, erau găzduiți separat de restul prizonierilor, nu erau obligați să poarte haine de închisoare și nu erau hrăniți forțat dacă începeau greva foamei”. Deși sufragetelor arestate nu li se acorda adesea statutul de prizonieri politici, această formă de nesupunere civilă a adus o bună acoperire în presă pentru WSPU. De exemplu, în timpul unei arestări la Londra (după ce i s-a refuzat statutul de prizonier politic), Paul a refuzat să se îmbrace cu hainele de prizonier. După ce matronele închisorii nu au putut să o dezbrace forțat, au cerut asistență de la gardieni bărbați. Acest act șocant de impropriu a oferit o acoperire extinsă de presă pentru mișcarea votului.
O altă tactică populară de nesupunere civică folosită de sufragiste a fost greva foamei. Prima grevă a foamei legată de WSPU a fost condusă de sculptorul Marion Wallace Dunlop în iunie 1909. Până în acea toamnă, acesta a fost utilizată pe scară largă de membrii WSPU datorită eficienței sale în a face publicitate maltratării lor și a obține eliberarea rapidă de la gardienii închisorii. Refuzul mâncării a contribuit la asigurarea unei eliberări anticipate pentru Paul în timpul primelor ei două arestări. Cu toate acestea, în timpul celei de-a treia ei perioade de închisoare, directorul a ordonat hrănirea ei forțată de două ori pe zi pentru a o menține pe Paul suficient de puternică pentru a-și termina pedeapsa de o lună.
Deși închisorile susțineau cu fermitate că hrănirea forțată a prizonierilor era în beneficiul lor, Paul și alte femei au descris procesul ca fiind chinuitor. La sfârșitul lunii ei de închisoare, Paul făcuse o gastrită severă. A fost scoasă din închisoare și imediat îngrijită de un medic. Cu toate acestea, după acest eveniment, sănătatea ei a fost permanent afectată făcând adesea răceli și gripă care uneori necesitau spitalizare.
Paul a primit din partea WSPU o Medalie pentru greva foamei pentru curaj.

### Statele Unite ale Americii
După ce a ieșit din închisoarea de la Londra, Paul s-a întors în Statele Unite în ianuarie 1910 pentru a-și continua recuperarea și pentru a lucra la un plan pentru obținerea dreptului de vot pentru femei ți în SUA. Experiențele lui Paul din Anglia au fost bine mediatizate, iar mass-media americană a început rapid să-i urmărească acțiunile după ce s-a întors acasă. Ea a apelat la învățăturile lui Woodbrooke și la religia ei și a decis rapid că scopul ei era recunoașterea femeilor ca cetățeni egali.
Paul s-a reînscris la Universitatea din Pennsylvania, urmându-și doctoratul. În același timp ea vorbea publicului quaker despre experiențele ei în mișcarea pentru votului britanic și a început să lucreze pentru dreptul la vot la nivel local. După finalizarea disertației, o privire de ansamblu asupra istoriei statutului juridic al femeilor din Statele Unite, ea a început să participe la mitingurile Asociației Naționale pentru Dreptul Femeilor din America (NAWSA) și, în aprilie 1910, a fost rugată să vorbească la convenția anuală a NAWSA. După această oportunitate majoră, Paul și Burns au propus conducerii NAWSA o campanie pentru a obține un amendament federal care să garanteze votul femeilor. Acest lucru a fost total contrar strategiei NAWSA de a acționa stat cu stat. Conducerea NAWSA a luat în râs propunerea lui Paul și Burns; singura excepție a fost Jane Addams, care a sugerat ca femeile să-și reducă planul propus. Ca răspuns, Paul a cerut să fie inclusă în Comitetul Congresului organizației.

#### 1913 Procesiunea cu votul femeii

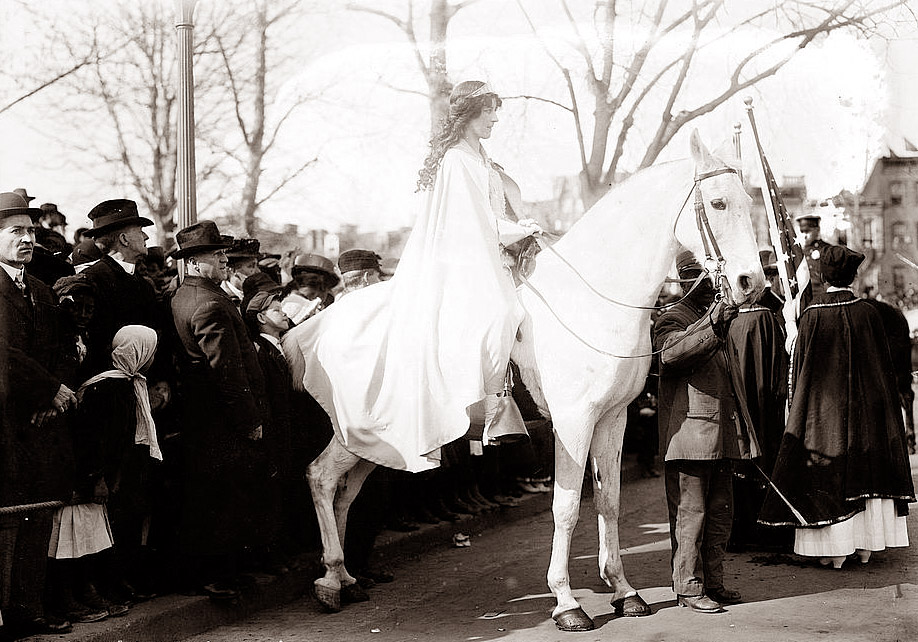
Inez Milholland conduce Procesiunea cu votul femeii călare

Unul dintre primele mari proiecte ale lui Paul a fost inițierea și organizarea procesiunii pentru votul femeii din 1913 la Washington, cu o zi înainte de învestirea președintelui Wilson. Paul era hotărâtă să facă presiuni asupra lui Wilson, pentru că președintele avea cea mai mare influență asupra Congresului. Ea a desemnat voluntari să contacteze sufragiste din întreaga națiune și să recruteze susținători pentru a mărșălui în paradă. În câteva săptămâni, Paul a reușit să adune aproximativ opt mii de manifestanți, din majoritatea statelor. Cu toate acestea, ea a avut mult mai multe probleme în a obține sprijin instituțional pentru parada de protest. Paul a insistat ca traseul paradei să meargă pe Pennsylvania Avenue înaintea președintelui Wilson, scopul fiind acela de a transmite mesajul că lupta pentru votul femeilor a existat înainte de Wilson și i-ar supraviețui dacă va fi nevoie. Acest traseu nu a fost acceptat inițial de administrația orașului Washington DC și, potrivit biografului Christine Lunardini, Paul a fost singura care a crezut cu adevărat că parada va avea loc pe acel traseu. În cele din urmă, orașul a cedat ruta către NAWSA. Totuși, acesta nu a fost sfârșitul necazurilor paradei. Supraveghetorul orașului a susținut că femeile nu ar fi în siguranță defilând de-a lungul traseului Pennsylvania Avenue și a sugerat cu fermitate grupul să mute parada. Paul a răspuns cerându-i lui Sylvester să ofere mai multă poliție; ceva ce nu s-a întâmplat. Pe 3 martie 1913, parada a câștigat un impuls în legitimitate, deoarece Congresul a adoptat o rezoluție specială prin care îi ordona lui supraveghetorului orașului să interzică tot traficul obișnuit de-a lungul traseului paradei și „prevenirea oricărei interferențe” cu sufragetele protestatare.

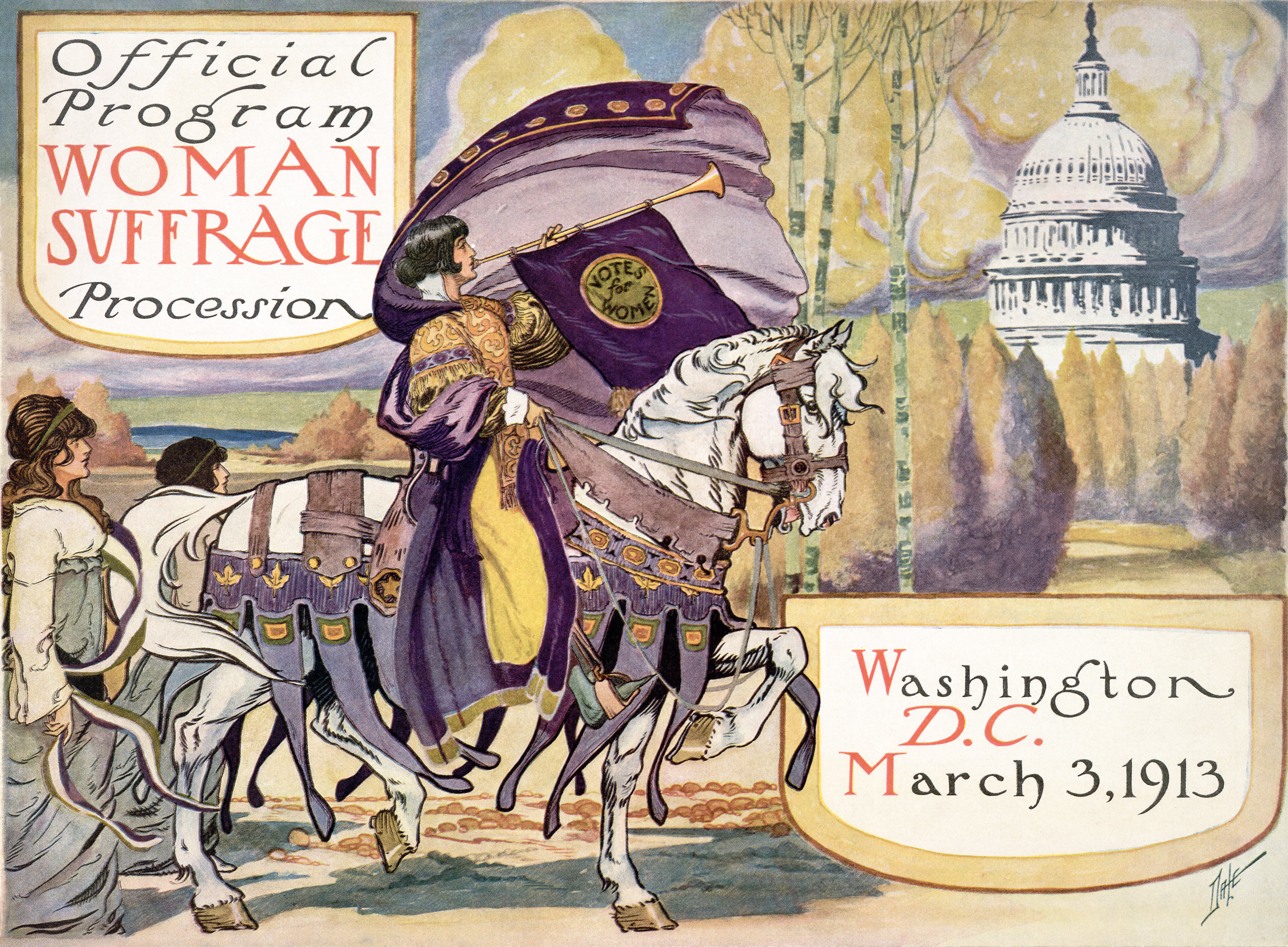
Coperta programului pentru Procesiunea din 1913 pentru votul femeii, organizată de Paul

În ziua evenimentului, procesiunea a mers pe traseul dorit de Paul. Evenimentul, care a fost condus de avocată pentru dreptul muncii Inez Milholland, îmbrăcată în alb și călare pe un cal, a fost descrisă de New York Times drept „unul dintre cele mai impresionante spectacole organizate vreodată în această țară”. Mai multe trupe, bannere, escadroane și care reprezentând aspecte din viețile femeilor au fost, de asemenea, afișate în paradă. Una dintre cele mai notabile priveliști a fost bannerul principal al paradei, care declara: „Cererem un amendament la Constituția Statelor Unite, care dă drepturi pentru femeile țării”. Unele grupuri și lidere participante au dorit ca organizațiile de femei albe și negre și delegațiile de stat să fie segregate; după multe discuții, NAWSA a decis că femeile de culoare ar putea mărșălui unde doresc. Totuși, Ida B. Wells a fost rugată să nu mărșăluiască cu delegația Illinois; în cele din urmă, ea s-a alăturat grupului din Chicago și a continuat marșul cu delegația statului Illinois.
Peste o jumătate de milion de oameni au venit să vadă parada și, cu o protecție insuficientă a poliției, situația s-a transformat curând într-o revoltă deoarece publicul privitor s-a apropiat prea mult de femeile din paradă și aceasta nu au putut continua. În mare parte, poliția nu a făcut nimic pentru a proteja femeile de revoltă. Un senator care a participat la marș a mărturisit ulterior că a luat personal numerele de insignă a 22 de ofițeri care au stat inactivi. În cele din urmă, gărzile naționale din Massachusetts și Pennsylvania au intervenit, iar studenții de la Colegiul Agricol din Maryland au oferit o barieră umană pentru a ajuta femeile să treacă. Unele relatări descriu chiar că cercetașii au intervenit și au acordat primul ajutor răniților. Incidentul a mobilizat dialogul public cu privire la răspunsul inadecvat al poliției la demonstrația femeilor și a produs o mai mare conștientizare și simpatie pentru NAWSA.
După paradă, NAWSA s-a concentrat să facă lobby pentru o modificare constituțională care să asigure dreptul de vot pentru femei. Un astfel de amendament a fost solicitat inițial de sufragistele Susan B. Anthony și Elizabeth Cady Stanton care, în calitate de lideri ai NWSA, au luptat pentru un amendament federal la constituție care să asigure dreptul de vot al femeilor până la formarea în 1890 a NAWSA, care a militat pentru a obține votul la nivelul fiecărui stat.

#### Partidul Național al Femeii
Metodele militante ale lui Paul au început să creeze tensiune între ea și liderii NAWSA, care credeau că ea se mișcă prea agresiv în Washington. În cele din urmă, dezacordurile cu privire la strategie și tactici au dus la o rupere cu NAWSA. Paul a format Uniunea Congresului pentru Dreptul Femeilor și, mai târziu în 1916, Partidul Național al Femeilor (NWP).
NWP a început să introducă unele dintre metodele folosite de mișcarea pentru vot în Marea Britanie și s-a concentrat în întregime pe realizarea unui amendament constituțional pentru votul femeilor. Alva Belmont, o socialistă multimilionară la acea vreme, a fost cea mai mare donatoare pentru efortul lui Paul. NWP a avut acoperire în presă și și-a făcut publicitate în săptămânalul The Suffragist.

#### Santinele tăcute
La alegerile prezidențiale din SUA din 1916, Paul și Partidul Național al Femeii (NWP) au făcut campanie în statele vestice din SUA, în care femeile puteau deja să voteze și ai pus presiune împotriva refuzului continuu al președintelui Woodrow Wilson și al altor democrați în exercițiu de a susține activ Amendamentul pentru vot. Paul a mers la Mabel Vernon pentru a o ajuta să organizeze o campanie de pichetare. În ianuarie 1917, NWP a organizat primul protest politic care includea pichetare Casei Albe. Pichetarea fusese legalizată prin Legea antitrust Clayton din 1914, astfel încât femeile nu făceau nimic ilegal. Cele care pichetau participau la o campanie de nesupunere civilă nonviolentă cunoscută sub numele de „Sentinelele tăcute”. Ele erau îmbrăcate în alb, tăcute și pichetau timp de prezența șase zile pe săptămână, ținând pancarte prin care se cerea dreptul de vot pentru femei. De-a lungul a doi ani 2.000 de oameni au participat la acest protest. Paul știa că singurul mod în care își puteau îndeplini scopul era arătând atitudinea președintelui față de vot, astfel încât pichetarea putea realiza acest lucru în cel mai bun mod. În fiecare zi, Paul dădea „Ordine generale”, alegând femeile care să fie la conducere și care vor vorbi pentru ziua respectivă. Ea a fost „comandanta”, iar Mabel Vernon a fost „ofițerul zilei”. Pentru a obține voluntari pentru pichete, Paul a creat zile de stat, cum ar fi Ziua Pennsylvania, Ziua Maryland și Ziua Virginiei, și a creat zile speciale pentru femeile profesioniste, cum ar fi doctorii, asistentele și avocații.
După ce Statele Unite au intrat în Primul Război Mondial în aprilie 1917, mulți oameni le-au considerat neloiale pe santinelele tăcute care continuau pichetarea. Paul s-a asigurat că pichetarea va continua. În iunie 1917, cele care pichetau au fost arestate sub acuzația de „obstrucționare a traficului”. În următoarele șase luni, mai multe protestatare, inclusiv Paul, au fost condamnate și încarcerate la Occoquan Workhouse din Virginia (care a devenit ulterior Complexul Correcțional Lorton) și la închisoarea District of Columbia.
Când publicul a aflat vestea primelor arestări, unii au fost surprinși de faptul că sufragetele de frunte și femei foarte bine conectate merg la închisoare pentru că au protestat pașnic. Imaginea președintele Wilson a ieșit șifonată datorită publicității proaste primită în urma acestui eveniment. Neplăcându-i poziția în care a fost pus Wilson le-a grațiat rapid pe primele femei arestate pe 19 iulie, la două zile după ce au fost condamnate, dar raportarea despre arestări și abuzuri a continuat. Boston Journal, de exemplu, a afirmat: „Mica trupă care reprezintă NWP a fost abuzată și învinețită de funcționari guvernamentali, soldați și marinari până când eforturile lor de a atrage atenția președintelui au intrat în conștiința întregii națiuni”.
Sufragistele au continuat să picheteze lângă Casa Albă după grațierea lui Wilson și de-a lungul Primului Război Mondial. Bannerele lor conțineau sloganuri precum „Domnule președinte, cât timp trebuie femeile să aștepte libertatea?” și „Vom lupta pentru lucrurile pe care le-am ținut întotdeauna aproape de inimile noastre – pentru democrație, pentru dreptul celor care se supun autorității de a avea o voce în propriile lor guverne”. Cu speranța de a-l deranja pe Wilson, unele dintre bannere conțineau citatele lui. Wilson le-a ignorat pe aceste femei, dar fiica sa Margaret a făcut semn cu mâna în semn de recunoaștere pentru protestatare. Deși sufragistele au protestat pașnic, protestele lor au fost întâmpinate uneori cu violență. În timp ce femeile protestau, unii tineri le hărțuiau și le băteau iar poliția nu intervenea niciodată în numele protestatarelor. Poliția a arestat chiar și alți bărbați care încercau să ajute femeile care erau bătute. Chiar dacă au protestat în timpul războiului, ele și-au menținut sprijinul public prin agitare pașnică. În tot acest timp, mai multe protestatare au fost arestate și trimise la Occoquan sau la închisoarea districtuală. Lor nu li s-a mai oferit grațiere.

### Închisoare, greve ale foamei și adoptarea amendamentului al 19-lea

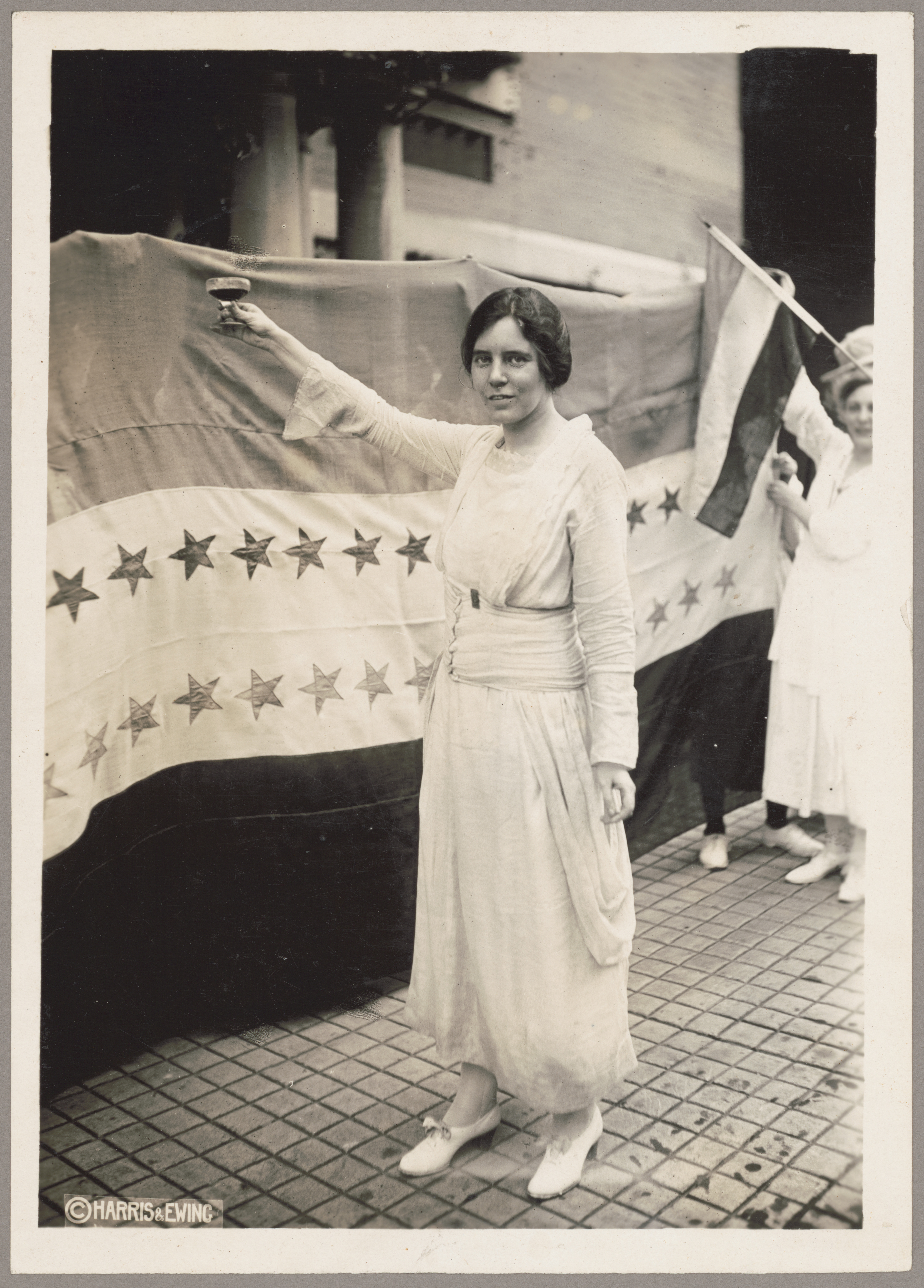
Alice Paul închină (cu suc de struguri) pentru trecera celui de-al XIX-lea amendament. 26 august 1920

În solidaritate cu alți activiști din organizația ei, Paul s-a străduit intenționat să primească pedeapsa de șapte luni de închisoare pentru protestele ei. Pedeapsa a început la 20 octombrie 1917 și a fost executată în închisoarea districtuală.
Fie că au fost trimise la Occoquan sau la închisoarea districtuală, femeile nu au primit niciun tratament special în calitate de prizoniere politice și au fost nevoite să trăiască în condiții dure, cu o salubritate precară, hrană infestată și facilități îngrozitoare. În semn de protest față de condițiile din închisoarea districtuală, Paul a început o grevă a foamei. Acest lucru a dus la mutarea ei la secția de psihiatrie a închisorii și la hrănirea ei forțată cu ouă crude printr-un tub de hrănire. "Pare aproape de neconceput acum, nu-i așa?" a spus Paul unui intervievator de la <i id="mwAR0">American Heritage</i> când a fost întrebată despre hrănirea forțată. „A fost șocant că un guvern format din bărbați ar putea privi cu un dispreț atât de extrem la o mișcare care nu cere nimic în afară de un lucru atât de simplu precum dreptul de vot”.
La 14 noiembrie 1917, sufragetele care au fost întemnițate la Occoquan au fost brutalizate, se pare că de către autoritățile închisori, iar acea noapte  a devenit cunoscută drept „Noaptea Terorii”. Partidul Național al Femeii (NWP) a mers în instanță pentru a protesta împotriva tratamentului acordat femeilor precum Lucy Burns, Dora Lewis și Alice Cosu din închisoarea Occoquan. Femeile au fost mutate ulterior la închisoarea districtuală, unde Paul era închisă. În ciuda brutalității la care a expusă și la care a fost martor, Paul a rămas neînfricată, iar pe 27 și 28 noiembrie toate sufragetele au fost eliberate din închisoare. În două luni, Wilson a anunțat că va exista un proiect de lege privind dreptul la vot al femeilor.

### Perioada de după susținerea sufragetelor
După vot, Partidul Național al Femeilor (NWP) a continuat să facă lobby în Congres și în străinătate, susținând egalitatea legală pentru femei. Alice Paul și membrii NWP au făcut lobby cu succes pentru a include prevederi privind egalitatea în Carta Națiunilor Unite, cum ar fi expresia „drepturile egale ale bărbaților și femeilor și ale națiunilor mari și mici”. NWP este creditată cu elaborarea a peste 300 de acte legislative care au devenit lege. Paul a rămas în funcții de conducere, oficial și neoficial, până când s-a mutat în Connecticut în 1974.

### Amendament privind egalitatea de drepturi
Odată ce votul a fost obținut în 1920, Paul și unii membri ai Partidului Național al Femeilor și-au îndreptat atenția asupra garanțiilor constituționale ale egalității prin Amendamentul pentru Egalitatea Drepturilor (ERA), care a fost scris de Paul și Crystal Eastman. Întocmit și prezentat Congresului în 1923, textul original al Amendamentului privind egalitatea de drepturi – pe care Paul și Partidul Național al Femeilor l-au numit „Amendamentul Lucretia Mott” (în onoarea acestei activiste antisclavagism și pro-vot al unei generații anterioare) spune:„ Bărbații și femeile vor avea drepturi egale în toată Statele Unite și în orice loc aflat sub jurisdicția sa.” În 1943, amendamentul a fost redenumit „Amendamentul Alice Paul”. Formularea sa a fost schimbată în versiunea care există și astăzi: „Egalitatea drepturilor în temeiul legii nu va fi refuzată sau prescurtată de Statele Unite sau de orice stat din cauza sexului”. Pentru Paul, ERA a avut același focus în luptă ca pentru dreptul la vot, în sensul că a fost un amendament constituțional și o campanie cu un singur subiect despre care ea credea că ar putea și ar trebui să unească femeile în jurul unui obiectiv de bază comun. Paul a înțeles valoarea politicii cu o singură problemă pentru a construi coaliții și a-i asigura succesul.
Nu toată lumea a fost de acord cu pașii următori făcuți de Paul sau despre ERA, iar din start, amendamentul a avut detractori. În timp ce activismul lui Paul în anii de după vot s-a concentrat pe asigurarea protecției legale pentru egalitatea femeilor în SUA și în străinătate, alți activiști și unii membri ai NWP s-au concentrat pe o serie de probleme, de la controlul nașterii până la educarea votantelor proaspăt eliberate. Unii dintre aliații anteriori ai lui Paul în drepturi de vot au găsit ERA îngrijorătoare, mai ales că ei credeau că ar eroda legislația de protecție – legile privind condițiile de muncă sau orele maxime care protejau femeile la locul de muncă. Dacă ERA ar garanta egalitatea, au susținut oponenții, legislația de protecție a femeilor ar fi nulă de drept. Liga rivală a femeilor alegătoare (LWV), care a susținut legislația la locul de muncă pentru femei, s-a opus amendamentului privind egalitatea de drepturi. Paul și susținătoarele ei, inclusiv un grup mic din NWP, au considerat că legislația la locul de muncă bazată pe sex a restrâns capacitatea femeilor de a concura pentru locuri de muncă cu bărbații și de a câștiga salarii bune. De fapt, Paul credea că legislația de protecție le dăuna salariatelor femei, deoarece unii angajatori pur și simplu le-ar concediat, mai degrabă decât să pună în aplicare protecții privind condițiile de muncă care protejează femeile. Femeile erau plătite mai puțin decât bărbații, și-au pierdut locurile de muncă care le obligau să lucreze noaptea târziu – adesea o interdicție în temeiul legislației de protecție – și au fost blocate mult timp să se alăture sindicatelor la fel ca și bărbații. Ea credea, de asemenea, că femeile ar trebui să fie tratate conform legii la fel cum erau bărbații și nu ca o clasă care necesită protecție. Pentru Paul, astfel de protecții erau doar „inegalitate legalizată”, o poziție împărtășită de sufragistul Harriot Stanton Blatch. Pentru Paul, ERA a fost cea mai eficientă modalitate de a asigura egalitatea juridică. Paul se aștepta ca lucrătoarele să se ralieze în spatele ERA; unii au făcut-o, mulți nu. Deși de la început a existat speranța printre membrii NWP că ar putea elabora un proiect de lege care să promoveze egalitatea, garantând în același timp protecția muncii pentru femei, pentru Paul, aceasta a fost o contradicție. Mai mult, a fost surprinsă când Florence Kelley, Ethel Smith, Jane Addams și alți sufragiști s-au despărțit de ea și s-au aliniat legislației de protecție.
În timp ce Paul a continuat să lucreze cu NWP și chiar a servit din nou ca președinte în anii 1940, ea a rămas ferm angajată în misiunea egalității femeilor. Împreună cu ERA, Paul a lucrat în numele unor eforturi similare în legislația de stat și în contexte internaționale. Ea a contribuit la asigurarea faptului că proclamațiile Națiunilor Unite includ egalitatea pentru femei și a sperat că acest lucru va încuraja Statele Unite să urmeze exemplul. Paul a lucrat pentru a schimba legile care modifica cetățenia unei femei în funcție de cea a soțului ei. În SUA, femeile care s-au căsătorit cu bărbați din țări străine și-au pierdut cetățenia americană și au fost considerate de SUA cetățeni ai oricărei țări din care ar fi fost soții lor. Pentru Paul, aceasta a fost o încălcare a drepturilor egale și, ca atare, ea a lucrat în numele Tratatului internațional de naționalitate egală în 1933 și în SUA pentru adoptarea cu succes a Legii privind egalitatea naționalității în 1934, care permitea femeilor să-și păstreze cetățenia după căsătorie. Imediat după înființarea Națiunilor Unite în 1945, Paul a vrut să se asigure că egalitatea femeilor face parte din carta organizației și că Comisia pentru Drepturile Omului a inclus un accent pe egalitatea femeilor în Declarația Universală a Omului. Drepturi. Ea a prevalat: versiunea finală a Declarației din 1948 a fost deschisă cu o referire la „drepturi egale între bărbați și femei”.
ERA a fost introdusă în Congres în 1923 și a avut perioade de sprijin și fără sprijin în anii care au urmat, pe măsură ce Paul a continuat să facă eforturi pentru adoptarea ei. Au existat rapoarte favorabile ale comitetelor în Congres la sfârșitul anilor 1930 și, cum mai multe femei care lucrau în locuri de muncă pentru bărbați în timpul războiului, sprijinul public pentru ERA a crescut și el. În 1946, ERA a trecut cu trei voturi în Senat, nu cu majoritatea necesară pentru a avansa. Patru ani mai târziu, avea să strângă voturile Senatului, dar eșuează în Cameră, împiedicându-l astfel adoptarea.
Paul a fost încurajată când activismul mișcării femeilor a câștigat avânt în anii 1960 și 1970, ceea ce ea spera că va semnifica victoria pentru ERA. Când proiectul de lege a trecut în cele din urmă de Congres în 1972, Paul a fost nemulțumită de schimbările în formularea ERA, care includea acum limite de timp pentru asigurarea adoptării sale. Avocații au susținut că acest compromis – adăugarea unui termen de șapte ani pentru ratificare în state – a permis trecerea ERA în Congres, dar Paul a prezis corect că includerea unui termen limită va asigura înfrângerea acestuia. În plus, această versiune pune puterea de aplicare numai în mâinile guvernului federal; Versiunea originală a lui Paul și versiunea reformulată din 1943 cerea atât statelor, cât și guvernului federal să-și supravegheze prevederile. Versiunea lui Paul a fost strategică: politicienii care credeau în drepturile statelor, inclusiv multe state din sud, aveau mai multe șanse să susțină o ERA care acorda statelor o anumită autoritate de aplicare decât o versiune care nu făcea asta. Ceea ce a prezis Paul s-a dovedit corect: deși ERA a primit o prelungire de trei ani de la Congres, a rămas cu trei state mai puțin decât cele necesare pentru ratificare.
Statele au continuat să încerce să ratifice ERA mult timp după expirarea termenului limită, inclusiv Nevada în 2017 și Illinois în 2018. În 2017 și din nou în 2019, Senatul și Camera au introdus rezoluții pentru a elimina termenul limită din ERA. Aceste măsuri sau măsuri similare, dacă ar fi adoptate, potrivit unor experți, ar face amendamentul din nou viabil, deși alți experți nu sunt de acord cu această evaluare.

### Legea drepturilor civile din 1964
Paul a jucat un rol major în adăugarea protecției femeilor în Titlul VII din Legea drepturilor civile din 1964, în ciuda opoziției liberalilor care se temeau că va pune capăt legilor de protecție a muncii pentru femei. Interdicția discriminării sexuale a fost adăugată la Legea drepturilor civile de Howard W. Smith, un puternic democrat din Virginia, care a prezidat Comitetul pentru Regulile Camerei Reprezentanților. Amendamentul lui Smith a fost adoptat printr-un vot majoritar de 168 la 133. Timp de douăzeci de ani, Smith a sponsorizat amendamentul privind egalitatea de drepturi în Parlament pentru că credea în drepturi egale pentru femei, deși se opunea drepturi egale pentru negrii. De zeci de ani fusese aproape de Partidul Național al Femeii și mai ales de Paul. Ea și alte feministe au lucrat cu Smith din 1945, încercând să găsească o modalitate de a include sexul ca categorie protejată a drepturilor civile.

## Viața personală și moartea
Paul a avut o viață socială activă până când s-a mutat la Washington la sfârșitul anului 1912. Ea se bucura de relații apropiate cu femei și se împrietenea și ocazional se întâlnea cu bărbați. Paul nu a păstrat corespondența privată în cea mai mare parte, așa că sunt disponibile puține detalii despre viața ei personală. Odată ce Paul s-a dedicat câștigării votului pentru femei, ea a plasat efortul de vot pe primul loc în viața ei. Cu toate acestea, Elsie Hill și Dora Kelly Lewis, două femei pe care le-a cunoscut devreme în munca ei pentru NAWSA, au rămas aproape de ea toată viața. Îl cunoștea de câțiva ani pe William Parker, un savant pe care l-a cunoscut la Universitatea din Pennsylvania; este posibil să fi depus o cerere în căsătorie în 1917. O discuție mai amănunțită despre relațiile familiale și prieteniile lui Paul se găsește în biografia lui JD Zahniser.
Paul a devenit vegetariană în timpul campaniei pentru vot.

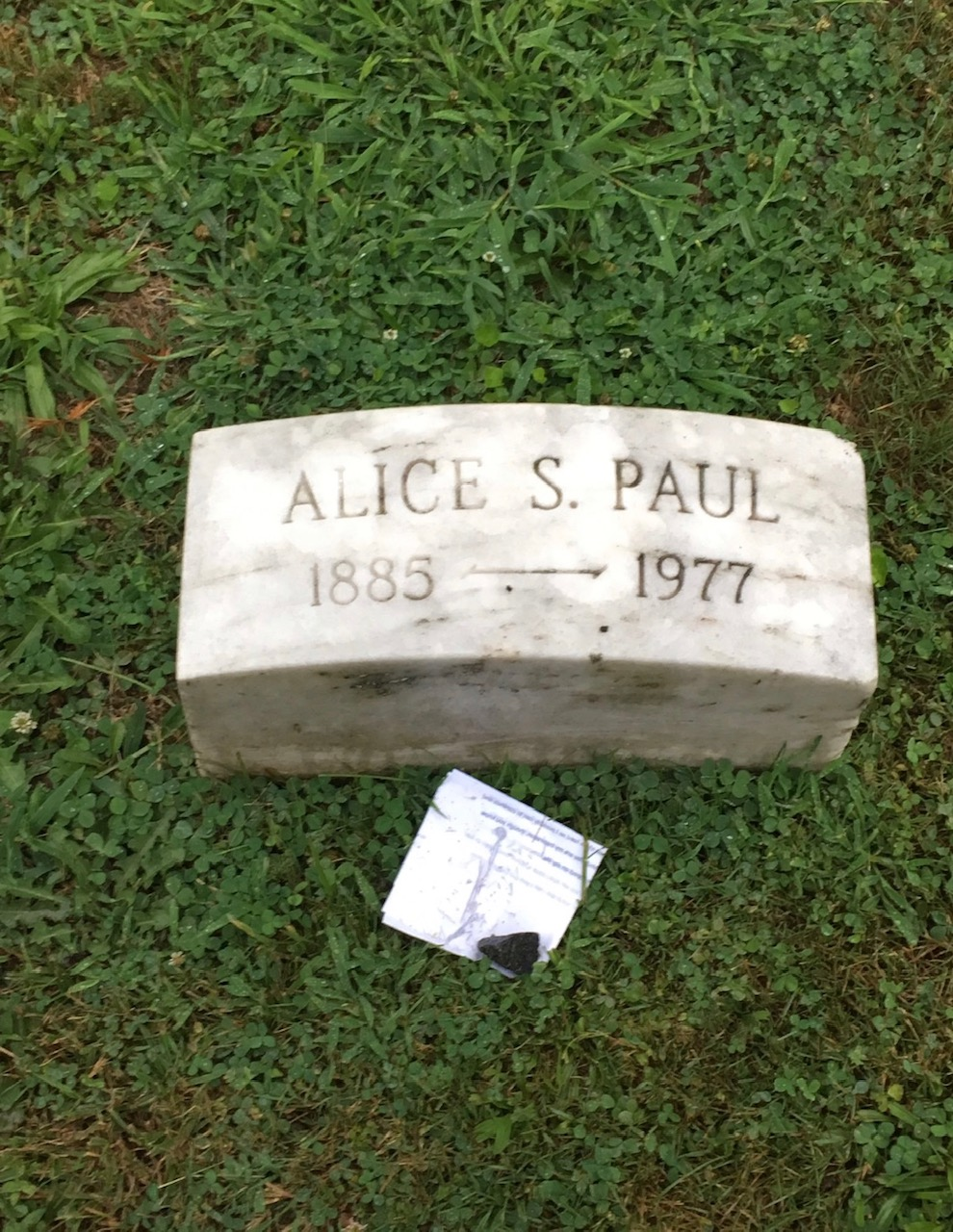
Locul mormântului lui Alice Paul

În 1974, Paul a suferit un accident vascular cerebral și a fost plasată într-un azil de bătrâni sub tutela nepotului ei, care i-a epuizat averea. Știrile despre starea ei fără bani au ajuns la prieteni, iar Paul a fost rapid ajutată de un fond pentru quakerii săraci. Paul a murit la vârsta de 92 de ani, pe 9 iulie 1977, la Greenleaf Extension Home, o unitate Quaker din Moorestown, New Jersey, la mai puțin de o milă de locul nașterii și de casa copilăriei ei din Paulsdale. Ea este înmormântată la Westfield Friends Burial Ground, Cinnaminson, New Jersey, SUA. Oamenii lasă frecvent note la piatra funerară pentru a-i mulțumi pentru munca ei de-a lungul vieții în numele drepturilor femeii.

## Moștenire

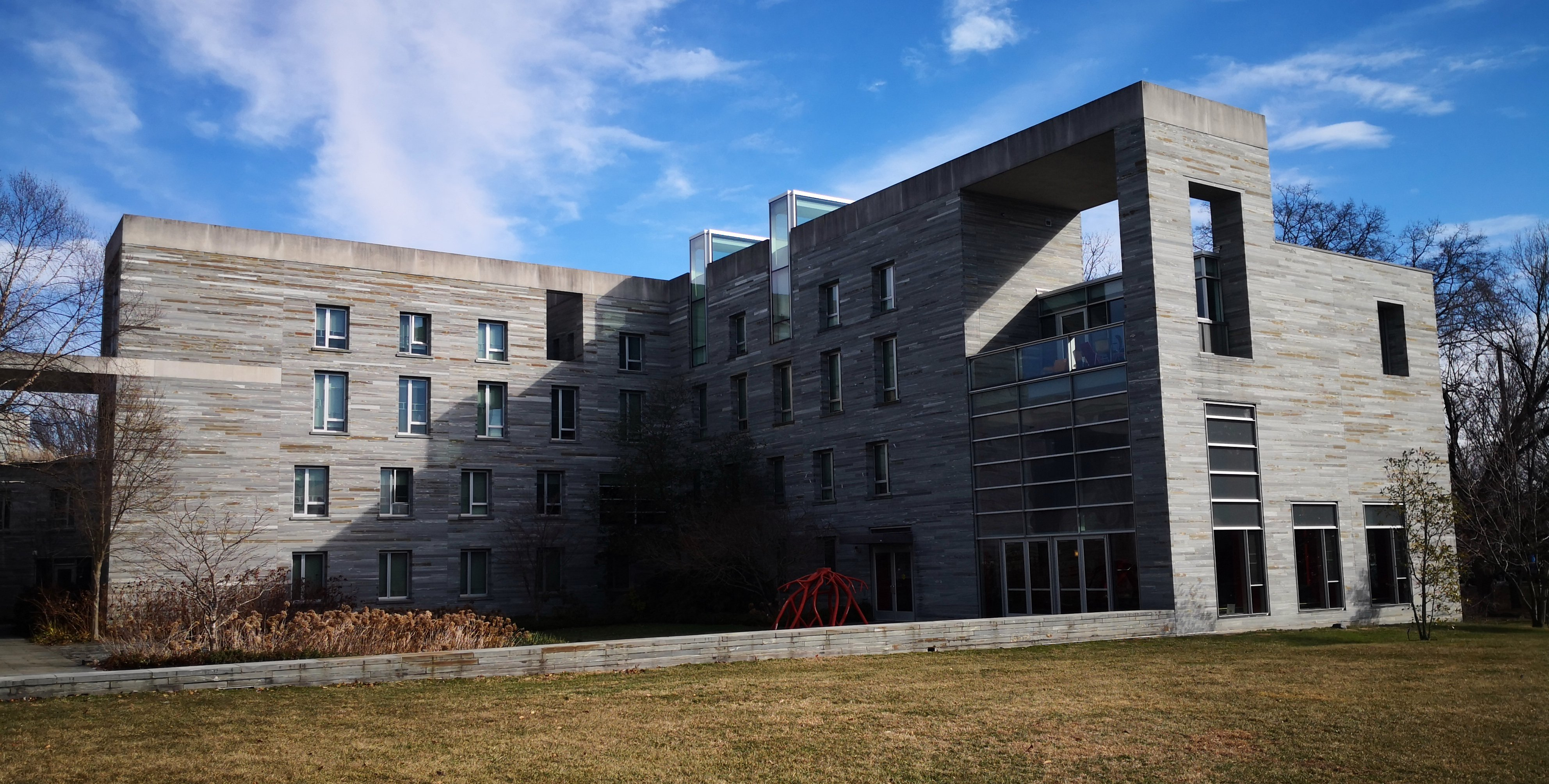
Reședința Alice Paul la Swarthmore College

Paul a fost inclusă postum în National Women's Hall of Fame în 1979, și în New Jersey Hall of Fame în 2010.
Universitatea ei, Swarthmore College, a numit un cămin Alice Paul Residence Hall în onoarea ei. Universitatea de Stat Montclair din New Jersey a numit, de asemenea, un cămin (Alice Paul Hall) în onoarea ei. Pe 12 aprilie 2016, președintele Barack Obama a desemnat Casa Sewall-Belmont drept Monumentul Național al Egalității Femeilor din Belmont-Paul, numit astfel după Alice Paul și Alva Belmont. Universitatea din Pennsylvania, alma mater-ul ei de doctorat, menține Centrul Alice Paul pentru Cercetare privind Gen, Sexualitate și Femei.
Două țări au onorat-o prin emiterea unei mărci poștale: Marea Britanie în 1981 și Statele Unite în 1995. Timbrul SUA a fost timbrul din seria Marii americani de 0,78 USD.
Paul a apărut pe o monedă de aur de 10 USD de jumătate de uncie a Statelor Unite în 2012, ca parte a seriei de monede de aur First Spouse. O prevedere din Programul prezidențial de monede de 1 USD prevede ca soțiile președinților să fie onorate. Deoarece președintele Chester A. Arthur era văduv, Paul este prezentată reprezentând „epoca lui Arthur”. Departamentul de Trezorerie al SUA a anunțat în 2016 că o imagine a lui Paul va urma să apară pe spatele unei bancnote de 10 dolari nou proiectate, alături de Lucretia Mott, Sojourner Truth, Susan B. Anthony, Elizabeth Cady Stanton și Procesiunea din 1913 pe care Paul a inițiat-o și organizat-o.
În 1987, un grup de femei din New Jersey a strâns bani pentru a cumpăra documentele lui Paul când au ieșit la licitație, astfel încât să poată fi înființată o arhivă. Lucrările și suvenirele ei sunt acum deținute de Biblioteca Schlesinger de la Universitatea Harvard și Institutiul Smithsonian din Washington DC. În 1990, același grup, acum Institutul Alice Paul, a achiziționat ferma de cărămidă, Paulsdale, din Mount Laurel, New Jersey, unde s-a născut Paul. Paulsdale este un reper istoric național și se află în New Jersey și în Registrele naționale ale locurilor istorice. Institutul Alice Paul își menține moștenirea vie cu expoziții educaționale despre viața, realizările ei și susținerea egalității de gen.
Hilary Swank a jucat-o pe Paul în filmul din 2004 Iron Jawed Angels, care a descris mișcarea pentru votul femeilor din anii 1910 pentru adoptarea celui de-al 19-lea amendament. În 2018, Alice Paul a fost un personaj central într-un episod din Timeless(Sezonul 2, Episodul 7)  care face aluzie la faptul că Paul a ținut un discurs pasionat președintelui Woodrow Wilson în timpul unui marș care se termină cu violențe ale poliției asupra sufragetelor. Potrivit istoriei, Paul a participat la eveniment și a fost arestată, dar nu există dovezi că ea a vorbit cu Wilson în acea zi. În 2022, SUFFS, un musical scris de Shaina Taub, a avut premiera la Teatrul Public cu Alice Paul ca personaj principal.
Pe 11 ianuarie 2016, Google Doodle i-a comemorat 131 de ani de naștere.